# 普洛滕
普洛滕是德国图林根州的一个市镇。总面积8.19平方公里，总人口288人，其中男性145人，女性143人（2011年12月31日），人口密度35人/平方公里。